# Карл Ґенцке
Йоганн Карл Людвіґ Ґенцке, також Ґенцкен (нім. Johann Carl Ludwig Genzke; 26 жовтня 1801,  Пляу-ам-Зее  — 26 січня 1879, Бютцов) — німецький ветеринар, ботанік, лікар та парламентар.

## Життєпис
Карл Ґенцке був старшим сином сенатора Фрідріха Йоганна Бернгарда Ґенцке. Він навчався у кафедральній школі в Ґюстрові, склав атестат зрілості у віці 16 років та вивчав ветеринарну медицину у ветеринарній школі в Берліні. Він став ветеринаром у Нойштреліці, працюючи ветеринаром у Великому герцогстві Мекленбурґ-Штреліц. Він був одним із перших, хто досліджував та публікував роботи про застосування гомеопатії у ветеринарній медицині. У 1838 році, за підтримки великого князя Ґеорґа, він відкрив парову лазню на Зеештрассе, 17 у Нойштреліці. Спа-центр був настільки успішним, що дозволив йому продовжити навчання з медицини в університетах Берліна та Ляйпціґа, яке він завершив, отримавши ступінь доктора медицини в університеті Ростока 8 травня 1841 року. Після двох років практики лікарем загальної практики в Пархімі він остаточно перейшов працювати до Бютцова. У Бютцові та Тессіні він прославився боротьбою з холерою. Навіть будучи лікарем, він продовжував відстоювати гомеопатію та написав численні статті у спеціалізованих журналах.

### Участь у політиці
Як політик, Ґенцке був засновником і головою реформаторського товариства в Бютцові в 1848 році. У 1848 році його було обрано членом Мекленбурзьких зборів депутатів у виборчому окрузі Мекленбург-Шверін 40 (Бютцов). Як парламентар, він був членом Комітету з питань залізниць та Комітету з питань пріоритетів. Під час обшуку будинку, проведеного поліцією Великого князівства в 1849 році, його документи були конфісковані.

### Вирощування шовку
Ґенцке є піонером шовкового виробництва в Мекленбурзі, яке вже 50 років тому інтенсивно просувало в Пруссії оточення короля Фрідріха II . У зв'язку з впровадженням шовководства він заснував необхідні розсадники шовковиці, які використав для посадки перших плантацій. У 1852 році Ґенцке заснував Мекленбурзьку асоціацію шовководства та редагував її щорічні звіти. У 1861 році він став членом Берлінської шовкової компанії. Його ботанічні інтереси поширювалися не лише на шовководство, а й на історію та етнологію. Він був членом Товариства друзів природничої історії з 1851 року.

## Сім'я
Він одружився в 1828 році; у подружжя було восьмеро дітей, з яких пережили його лише син Людвіґ Ґенцке, згодом будівельник у Пархімі, та три доньки.

## Твори
- Homöopathische Arzneimittellehre für Thierärzte. Leipzig: Schumann 1837

Цифрова копія, Ганноверська ветеринарна школа
Цифрова копія, Hathi Trust
- De variola vaccina eiusque originibus, Адлер, Росток 1841 (дисертація)

## Вебпосилання
- Література за темою «Карл Ґенцке» на сайті Landesbibliographie MV[de](нім.)
- Werke von Carl Genzke in der Landesbibliographie MV

1. 1 2 3 4  Deutsche Nationalbibliothek Record #120073048 // Gemeinsame Normdatei — 2012—2016.